# Villeneuve-Saint-Georges
Villeneuve-Saint-Georges är en kommun i departementet Val-de-Marne i regionen Île-de-France i norra Frankrike. Kommunen ligger i kantonerna Villeneuve-Saint-Georges (chef-lieu) och Valenton som tillhör arrondissementet Créteil. År 2022 hade Villeneuve-Saint-Georges 36 170 invånare.

## Befolkningsutveckling
Antalet invånare i kommunen Villeneuve-Saint-Georges
| Referens: INSEE |